# Chomelia sericea
Chomelia sericea är en måreväxtart som beskrevs av Johannes Müller Argoviensis. Chomelia sericea ingår i släktet Chomelia och familjen måreväxter. Inga underarter finns listade i Catalogue of Life.